# Światowy Związek Żołnierzy Armii Krajowej
Światowy Związek Żołnierzy Armii Krajowej (ŚZŻAK) – organizacja zawiązana w dn. 14–15 marca 1990, skupiająca byłych żołnierzy Armii Krajowej. Wydaje miesięcznik „Biuletyn Informacyjny AK”.

## Historia Związku
Światowy Związek Żołnierzy Armii Krajowej założono na I Walnym Zjeździe w dn. 14-15 marca 1990 z połączenia Stowarzyszenia Żołnierzy Armii Krajowej, Związku Żołnierzy Armii Krajowej oraz organizacji kombatanckich na obczyźnie.
Światowy Związek Żołnierzy Armii Krajowej wraz ze Związkiem Inwalidów Wojennych oraz Związkiem Kombatantów RP i Byłych Więźniów Politycznych należy do Światowej Federacji Kombatantów https://armiakrajowa.org.pl/wstep/30-informacje-wstpne.

## Charakterystyka i działalność
Światowy Związek Żołnierzy Armii Krajowej zrzesza członków Armii Krajowej i innych organizacji zbrojnych podporządkowanych w czasie II wojny światowej legalnemu Rządowi RP na emigracji, które walczyły o odzyskanie niepodległości Polski. Grupuje również członków organizacji, które kontynuowały tę walkę po rozwiązaniu AK, a także osoby wyznające ideały AK i działające na rzecz ich utrwalenia w społeczeństwie polskim. Każdy zrzeszony w strukturach Związku może mieć status członka zwyczajnego bądź nadzwyczajnego. Członek nadzwyczajny może uzyskać status zwyczajnego, gdy wykazał się szczególnymi osiągnięciami w wypełnianiu celów statutowych.
Na początku lat 90. XX w., po zorganizowaniu środowisk, kół i okręgów Związek liczył ponad 80 tys. członków, w 2008 – ok. 35 tys., a w 2010 – ok. 12 tys.
Najwyższą władzą Związku jest Zjazd Delegatów, aktualnie ostatni taki zjazd odbył miejsce 17 października 2016 w Warszawie i był to 16. z kolei Zjazd Delegatów. W okresach międzyzjazdowych władzę sprawują Rada Naczelna i Zarząd Główny oraz Główna Komisja Rewizyjna i Główny Sąd Koleżeński. Członkowie tych ciał są wybierani przez kolejny Zjazd Delegatów na okres trzyletni. Działalnością Związku kieruje Prezes Zarządu Głównego oraz 13-osobowe Prezydium Zarządu Głównego. Raz na trzy miesiące zbiera się Zarząd Główny, którego członkami, prócz wyżej wymienionych, są prezesi istniejących Okręgów Związku. Rada Naczelna zbiera się w okresach kwartalnych i sprawuje statutowy nadzór nad działalnością ZG.
W 2010 Okręg Wielkopolska ŚZŻAK został laureatem nagrody honorowej „Świadek Historii” przyznanej przez Instytut Pamięci Narodowej. W 2014 Światowy Związek Żołnierzy Armii Krajowej otrzymał nagrodę Kustosz Pamięci Narodowej.

## Prezesi Zarządu Głównego ŚZŻAK
- Wojciech Stanisław Borzobohaty, ps. „Jelita”, „Stanisław”, „Wojan” – w latach 1990–1991
- Aleksander Tyszkiewicz, ps. „Góral” – w latach 1991–1995
- Stanisław Karolkiewicz, ps. „Szczęsny”, „Rylski”, „Christowski” – w latach 1995–2005
- Czesław Justyn Cywiński, ps. „Skowronek” – w latach 2005–2010, zginął w katastrofie lotniczej w Smoleńsku
- Stanisław Oleksiak, ps. „Kozic” – w latach 2010–2013
- Leszek Żukowski, ps. „Antek” – w latach 2013–2020
- Hanna Stadnik, ps. „Hanka” – p.o., w 2020
- Jerzy Żelaśkiewicz, ps. „Śmiały”, „Korab”  – p.o. w 2021
- Teresa Stanek, ps. „Mitsuko” – p.o. od 28 lipca 2021[5], a od października 2021 do września 2023 jako prezes[6]
- Janusz Komorowski, ps. „Antek” – p.o. od 12 października 2023[7], a od października 2024 prezes ZG ŚZŻAK[8]

## Prezydium Zarządu Głównego (w kadencji 2024-2027)[9]

### Członkowie Prezydium
- Janusz Komorowski – prezes Zarządu Głównego ŚZŻAK
- Jerzy Grzywacz – wiceprezes ZG ŚZŻAK
- Rafał Obarzanek – wiceprezes ZG ŚZŻAK
- Kazimierz Kowalczyk – skarbnik ZG ŚZŻAK
- Wojciech Parzyński – sekretarz ZG ŚZŻAK
- Maciej Małozięć
- Andrzej Anusz
- Lesław Welker
- Jan Musiał
- Małgorzata Włodek
- Jacek Karczewski

## Struktura w kraju
ŚZŻAK składa się z następujących Okręgów Związku:
Okręgi krajowe
1. Okręg Białystok
2. Okręg Bydgoszcz
3. Okręg Częstochowa (Okręg rozwiązano Uchwałą Zarządu Głównego Nr 17/2018 z dnia 14.12.2018)[11]
4. Okręg Dolnośląski (strona internetowa)
5. Okręg Kielce (strona internetowa)
6. Okręg Koszalin
7. Okręg Krosno
8. Okręg Lublin
9. Okręg Lubuski (Okręg rozwiązano Uchwałą  Zarządu Głównego Nr 19/2019 z dnia 5.04.2019)[11]
10. Okręg Łódź
11. Okręg Małopolska
12. Okręg Opole
13. Okręg Ostrołęka
14. Okręg Podkarpacki (strona internetowa)
15. Okręg Pomorski (strona internetowa)
16. Okręg Radom (strona internetowa)
17. Okręg Szczecin (strona internetowa)
18. Okręg Śląski (strona internetowa)
19. Okręg Tarnów
20. Okręg Toruń
21. Okręg Warmińsko-Mazurski
22. Okręg Warszawa
23. Okręg Warszawa Powiat
24. Okręg Warszawa Wschód
25. Okręg Wielkopolska (strona internetowa)
26. Okręg Zamość (Strona Internetowa)
27. Okręg Zielona Góra
28. Środowisko Świętokrzyskich Zgrupowań Partyzanckich „Ponury Nurt” (Strona internetowa)
29. Ogólnokrajowe Środowisko Batalionu „Kiliński”
30. Ogólnokrajowe Środowisko Żołnierzy Armii Krajowej Korpusu „Jodła”

Okręgi „Bez ziemi”
1. Okręg Nowogródek (siedziba: Warszawa)
2. Okręg Poleski (siedziba: Warszawa)
3. Okręg Wileński (siedziba: Warszawa)
4. Okręg Wołyński (siedziba: Warszawa)
5. Ogólnopolski Okręg Żołnierzy AK Obszaru Lwowskiego im. „Orląt Lwowskich” (siedziba: Wrocław)

## Odznaczenia

### Odznaka „Za Zasługi dla Światowego Związku Żołnierzy Armii Krajowej”

Baretka odznaczenia

Odznaczenie Pamiątkowe „Za Zasługi dla ŚZŻAK” zostało ustanowione w grudniu 2011 Uchwałą Plenum Zarządu Głównego ŚZŻAK z okazji 70. rocznicy przemianowania przez Naczelnego Wodza gen. Władysława Sikorskiego Związku Walki Zbrojnej na Armię Krajową. Jest ono nadawane przez powołaną Kapitułę Odznaczenia, która na swoich posiedzeniach przyznaje odznaczenie zasłużonym członkom ŚZŻAK oraz osobom fizycznym nie będącym członkami ŚZŻAK lub instytucjom, za wybitne zasługi w dziedzinie rozpowszechniania wiedzy o Polskim Państwie Podziemnym, SZP-ZWZ-AK.

### Odznaczenie Pamiątkowe „Wierni Akowskiej Przysiędze”
Światowy Związek Żołnierzy Armii Krajowej przyznaje także Odznaczenie Pamiątkowe „Wierni Akowskiej Przysiędze”.